# Karl Frauscher
Karl Ferdinand Frauscher (* 23. Oktober 1852 in Mattighofen; † 12. April 1914 in Klagenfurt) war ein österreichischer Lehrer und Paläontologe.
Frauscher wurde 1883 an der Universität Wien zum Dr. phil. promoviert. Von 1882 bis 1885 war er Volontär an der Geologischen Reichsanstalt in Wien. 1890 wurde Frauscher in Klagenfurt Mittelschullehrer. Ab 1890 war er außerdem am Kärntner Landesmuseum Kustos der zoologischen sowie der paläontologischen Sammlung.
Frauscher arbeitete auf dem Gebiet der Paläontologie in den Bereichen Phytopaläontologie sowie Evertebrata, vor allem aus dem alpinen Eozän.

## Veröffentlichungen (Auswahl)
- Das Untereozän der Nordalpen und seine Fauna. I. Teil: Lamellibranchiata. In: Denkschriften der Akademie der Wissenschaften. Band 51, Wien 1886, S. 37–270 (zobodat.at [PDF; 22,7 MB]).